# 471143 Dziewanna
471143 Dziewanna este o planetă minoră (possible dwarf planet[*]) din 2:7-resonant trans-Neptunian object⁠(d). A fost descoperită pe 13 martie 2010 la Observatorio Las Campanas⁠(d) de Andrzej Udalski⁠(d) și a fost numită după Devana⁠(d). 
Obiectul prezintă o orbită caracterizată de o semiaxă mare de 70,3212035 de UAi, o excentricitate de 0,5357, o înclinație de 29,4529 ° în raport cu ecliptica.